# 122° westerlengte
122° westerlengte (ten opzichte van de nulmeridiaan) is een meridiaan of lengtegraad, onderdeel van een geografische positieaanduiding in bolcoördinaten. De lijn loopt vanaf de Noordpool naar de Noordelijke IJszee, Noord-Amerika, de Grote Oceaan, de Zuidelijke Oceaan en Antarctica en zo naar de Zuidpool.
De meridiaan op 122° westerlengte vormt een grootcirkel met de meridiaan op 58° oosterlengte. De meridiaanlijn beginnend bij de Noordpool en eindigend bij de Zuidpool gaat door de volgende landen, gebieden of zeeën. 
| Land, gebied of zee | Nauwkeurigere gegevens                                           |
| ------------------- | ---------------------------------------------------------------- |
| Noordelijke IJszee  |                                                                  |
| Canada              | Northwest Territories - Prins Patrickeiland                      |
| M'Clurestraat       |                                                                  |
| Canada              | Northwest Territories - Bankseiland                              |
| Golf van Amundsen   |                                                                  |
| Canada              | Northwest Territories (dwarst Great Bear Lake), British Columbia |
| Verenigde Staten    | Washington, Oregon, Californië (dwarst San Jose)                 |
| Grote Oceaan        |                                                                  |
| Zuidelijke Oceaan   |                                                                  |
| Antarctica          | Niet-toegeëigend gebied in Antarctica                            |